# The Hole (film 2009)
The Hole (o The Hole in 3D) è un film horror fantastico del 2009 diretto da Joe Dante.

## Trama
L'adolescente Dane Thompson, di 17 anni, e il fratello più piccolo, Lucas, 10, si sono stabiliti con la madre Susan in una nuova casa nella provincia americana, a Benzonville in Oregon, dopo aver lasciato il loro precedente appartamento di Brooklyn. Dane soffre per i frequenti spostamenti a cui la sua famiglia si è sottoposta da alcuni anni, e manifesta il suo malumore con costanti ribellioni alle richieste della madre e riversando le sue reazioni, talora anche violente, sul fratello più piccolo. La psicologia di entrambi i ragazzi appare turbata da avvenimenti del loro recente passato: i discorsi con la madre fanno spesso allusione a un padre assente ed a qualche trauma subito dal più piccolo dei due.
Un giorno, Lucas presenta Dane a Julie, una ragazza vicina di casa, contro la volontà del fratello, facendolo molto arrabbiare. Il litigio fra i due finisce nello scantinato di casa, dove i ragazzi scoprono una strana botola chiusa da diversi lucchetti. Insieme a Julie, cercano di scoprire cosa ci sia sotto, cosa che si rivela impossibile a causa della totale oscurità. Anche il tentativo di far calare una videocamera accesa nel buco con una corda si rivela vano, dato che la registrazione mostra solo delle immagini incomprensibili. Il giorno dopo, Julie accompagna Dane in giro per la città e i due si fermano a pranzare insieme. Nel bagno del locale, Julie ha uno strano e pauroso incontro con un'inquietante ragazzina che si muove come uno zombie e lacrima sangue dagli occhi.
Nello stesso tempo, Lucas, rimasto a casa, scopre sul proprio letto un pupazzo inquietante a forma di clown. Pensando che si tratti di uno scherzo del fratello, il ragazzo lo nasconde nel letto di Dane per spaventarlo. Subito dopo, scende di nuovo giù nello scantinato per capire qualcosa di più sulla botola, trovandoci però di nuovo l'inquietante clown, che si muove come se fosse vivo. Lucas riesce a chiuderlo nella stanza e, al ritorno del fratello e Julie, racconta tutto. I tre scendono di nuovo giù a controllare ma, invece del clown, trovano la stessa ragazzina che Julie aveva incontrato nel bagno. Dopo averla vista scivolare giù nella botola, i tre ragazzi decidono di restare lì per assistere a nuove eventuali manifestazioni, che però non accadono. Il giorno dopo, Julie consiglia di far visita all'anziano Carl Crepacuore (Creepy Carl) per ottenere informazioni sulla botola, visto che l'uomo è stato il precedente inquilino di quella casa. Carl afferma che la botola contiene l'oscurità e che non avrebbe dovuto essere mai aperta e che l'oscurità verrà a prendere tutti quanti.
Dane dimentica il suo taccuino per i disegni da Carl, che lo trova e inizia a disegnarci sopra. Mentre sta per finire, le innumerevoli luci della sua dimora si spengono una dopo l'altra, lasciando l'ambiente completamente al buio. Subito dopo, si sente l'uomo urlare. Dane torna da Carl per riprendersi il taccuino e scopre che l'anziano è sparito. Una volta a casa, Julie propone ai ragazzi di rilassarsi nella piscina di casa sua, ma anche lì si verificano fatti strani: Dane, durante un'immersione, vede una strana sagoma a bordo piscina, mentre Lucas viene attaccato dal clown, che lo trascina sott'acqua. Il fratello riesce fortunatamente a salvarlo.
Durante la notte, Dane si accorge che qualcuno è entrato in casa e ordina al fratellino di aspettarlo nel corridoio, mentre lui va a controllare in giro. Lucas però si affaccia sulla cucina e vede un poliziotto che gli chiede notizie su una ragazzina. Il bambino scopre che il poliziotto ha il cranio mutilato e, terrorizzato, corre dal fratello. Intanto, nella stanza di Julie, appare di nuovo la strana bambina, che le dice "Salvami, Julie!". La ragazza esce di casa e, seguita da Dane, si dirige verso un luna-park abbandonato. La strana bambina è il fantasma di Annie Smith, che era la migliore amica di Julie, morta anni prima cadendo dalla pista di un ottovolante, dopo aver perso la presa. Nello stesso incidente, tentando di salvare Annie, era morto anche lo stesso poliziotto che Lucas aveva incontrato in casa. Julie non era riuscita a evitare la morte dell'amica perché era rimasta spaventata e si era messa a piangere. Appena però la ragazza afferma di non avere più paura, il fantasma di Annie scompare per sempre. I ragazzi comprendono che la botola fa materializzare le loro paure.
Lucas, rimasto nel giardino di casa sua, viene attirato nello scantinato da una voce, che è uguale a quella di Dane. In realtà si tratta di un'imitazione vocale fatta dal clown per tendergli una trappola. Lucas riesce però a distruggere il pupazzo gettandolo contro una ventola. Appena i tre si reincontrano in casa, Julie e Dane provano a mettere insieme tutti i disegni fatti da Carl Crepacuore, ottenendo un unico grande disegno raffigurante un uomo possente che trascina via un bambino. Dane corre spaventato nella stanza del fratello, ma è troppo tardi: Lucas è stato rapito.
Si scopre così che Dane, che inizialmente sembrava non avere paura di niente, è terrorizzato dalla figura del padre, che da piccolo vedeva come una specie di mostro, poiché si divertiva a ubriacarsi e picchiarlo, così come anche Lucas. Dane si getta nella botola per salvare il fratello e finisce in una stanza che riproduce esattamente il suo salotto di quando era piccolo. Qui in un armadio ritrova Lucas, che lo avverte di essere stato usato dal padre solo come esca per attirarlo nella botola. Dane riesce a farlo salire su una scala verso la salvezza, ma lui stesso viene afferrato dal padre e trascinato via. Il ragazzo si ritrova così ad affrontare lo stesso mostro di cui aveva paura da piccolo.
Dane dimostra però di non avere più paura di lui e man mano che dimostra il suo coraggio, il padre ritorna ad assumere sembianze umane. Allo stesso tempo, la stanza inizia a sgretolarsi come le paure del ragazzo, che riesce così ad uscire sano e salvo dalla botola. Quest'ultima diventa magicamente una normalissima botola, che conduce ad un locale con delle semplici tubature. Lucas chiede alla madre cosa la spaventasse da piccola e lei confessa ai figli che l'unico terrore che aveva da piccola era un mostro che credeva fosse sotto al letto. Appena pronunciate queste parole, la botola in cantina si riapre.

## Riconoscimenti
- Mostra del cinema di Venezia 2009
  - Premio Persol 3-D